# Марк Юний Руф
Марк Юний Руф (на латински: Marcus Junius Rufus) е политик на Римската империя през 1 век.

## Биография
Произлиза от знатната фамилия Юнии.
По времето на управлението на римския император Домициан той става от 94 до 98 г. управител, префект на римската провинция Египет. Жени се в Александрия за известната египетска гъркиня Клавдия Капитолина, дъщеря на астролога Тиберий Клавдий Балбил (префект на Египет 56 г.). Съпругата му е принцеса на Комагена, вдовица на комагенския гръцки принц Гай Юлий Архелай Антиох Епифан, който умира през 92 г. в Атина. Марк Юний Руф става доведен баща на нейните деца Гай Юлий Филопап и Юлия Балбила.